# Lutz Richter (Politiker)

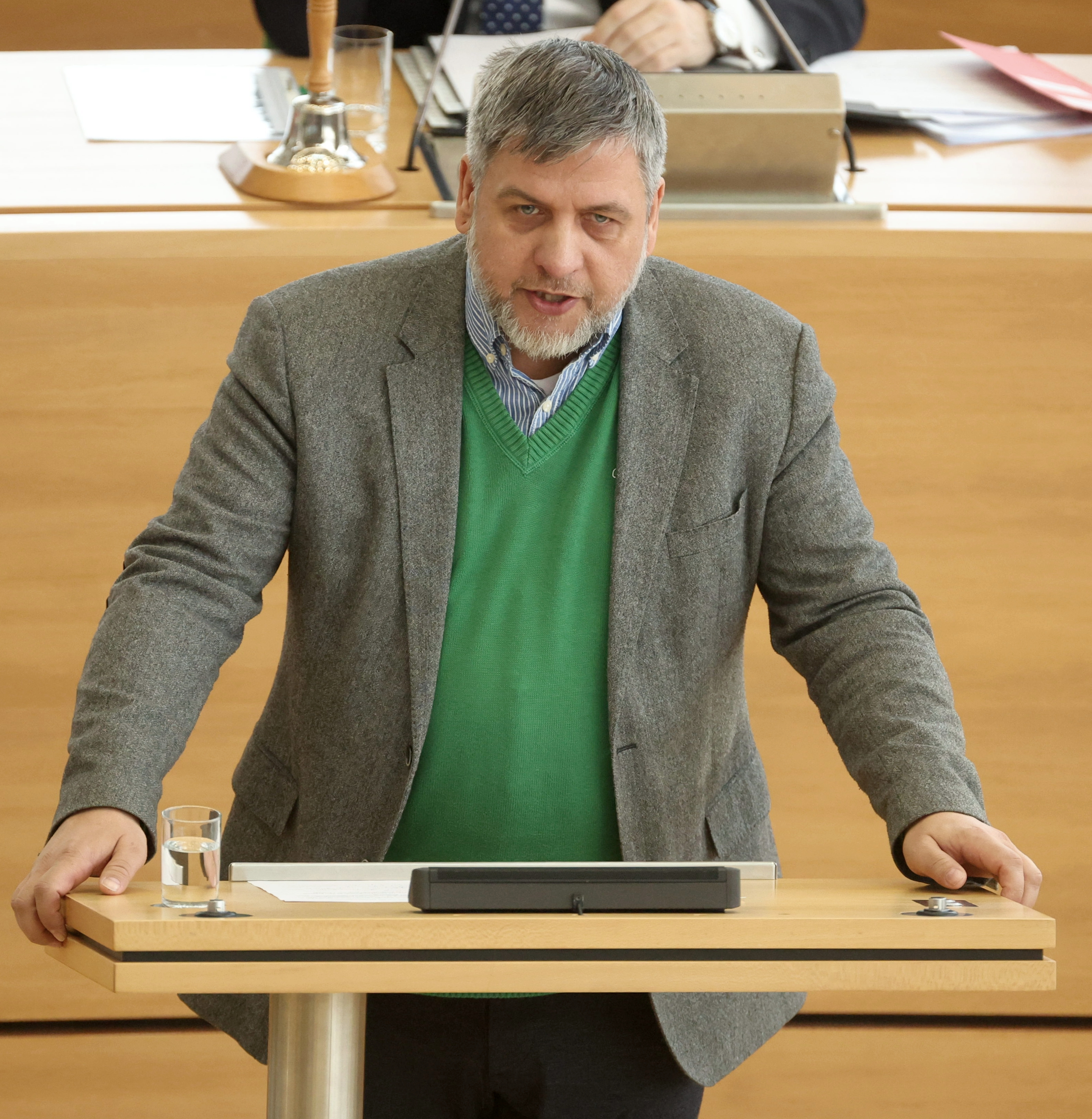
Lutz Richter (2024)

Lutz Richter (* 7. August 1974 in Pirna) ist ein deutscher Politiker (BSW, bis 2024 Die Linke, PDS). Er ist seit 2024 erneut Abgeordneter im Sächsischen Landtag, dem er bereits von 2014 bis 2019 angehörte.

## Karriere
Lutz Richter wuchs in Lohmen auf und schloss den Schulbesuch in Lohmen und Pirna mit dem Abitur ab. Darauf folgten der Grundwehrdienst und eine Ausbildung zum Bürokaufmann mit europäischer Zusatzqualifikation. Er wurde dann Mitarbeiter der  Bundestagsabgeordneten Monika Knoche.
Richter engagierte sich in der PDS und errang für sie 1999 ein Mandat im Kreistag des damaligen Landkreises Sächsische Schweiz, seit 2010 gehört er dem Kreistag im Landkreis Sächsische Schweiz-Osterzgebirge an, zunächst für die PDS bzw. Die Linke und seit 2024 für das Bündnis Sahra Wagenknecht.
Bei der Landtagswahl in Sachsen 2014 errang Richter ein Mandat über die Landesliste der Linken. Er war Obmann der Linken im NSU-Untersuchungsausschuss im Sächsischen Landtag sowie Mitglied im Petitions- und im Verfassungs- und Rechtsausschuss und zudem demokratiepolitischer Sprecher und stellvertretender Vorsitzender seiner Fraktion.
Richter engagiert sich gegen Neonazis und war Zeuge im Gerichtsprozess gegen die Skinheads Sächsische Schweiz. 2010 wurde sein Auto vor seinem Haus von Nazis in Brand gesetzt.
Bei der Landtagswahl in Sachsen 2019 war Richter weder in seinem Wahlkreis noch auf Platz 16 der Landesliste der Linken erfolgreich und schied deshalb aus dem Landtag aus.
Unterstützt von der Linken und SPD kandidierte Richter für die Landratswahl am 12. Juni 2022 im Kreis Sächsische Schweiz-Osterzgebirge. Er erreichte mit einem Ergebnis von 11,2 % den dritten Platz, wobei es keine Stichwahl gab.
Im Februar 2024 trat Richter aus der Linkspartei aus und trat in das Bündnis Sahra Wagenknecht ein. Am 24. Februar 2024 wurde er in Chemnitz zum stellvertretenden Landesvorsitzenden des Bündnisses Sahra Wagenknecht in Sachsen gewählt.
Bei der Landtagswahl 2024 trat Richter als Direktkandidat des BSW im Wahlkreis Sächsische Schweiz-Osterzgebirge 4 an und erreichte mit 9,0 % den dritten Platz hinter AfD und CDU. Er zog über Platz 5 der BSW-Landesliste in den 8. Sächsischen Landtag ein.

## Privates
Lutz Richter ist mit der Stadt- und Kreisrätin Ina Richter (Die Linke) verheiratet. Das Paar hat zwei Kinder.